# Pim Island
Pim Island ist eine der Ellesmere-Insel vorgelagerte unbewohnte Insel am nördlichen Ausgang des Smithsunds. Sie gehört zu den Königin-Elisabeth-Inseln in Nunavut, Kanada.

## Geographie
Pim Island liegt in der Nares-Straße zwischen Grönland und der Ellesmere-Insel. Von der Johan-Halbinsel ist sie durch die nur wenige hundert Meter breite Rice-Straße getrennt. Diese verbindet die Rosse Bay im Süden mit der Rutherford Bay im Norden. Die etwa 40 km lange Linie von Kap Sabine, dem Ostkap der Insel, nach Cairn Point auf Grönland scheidet den Smithsund vom Kane-Becken. Im Südwesten sind Pim Island einige Felseilande vorgelagert, von denen Brevoort Island das größte ist. Nördlich befindet sich die kleine Insel Cocked Hat Island (deutsch Dreispitz-Insel). 
Die Form der Insel ist nahezu rechteckig. Von Südost nach Nordwest ist die Insel 13 km lang und im zentralen Teil bis zu 7,5 km breit. Ihre Fläche beträgt 86 km². Bei einer maximalen Höhe von etwa 550 m fällt das Land nach Nordosten sanft zum Meer hin ab, während die Hänge nach Südwesten steil sind. Pim Island besitzt eine kleine Eiskappe und mehrere Teiche, die im Sommer je nach Höhenlage bis zu drei Monate eisfrei sind. Der größte ist Proteus Lake mit einer Fläche von 11,4 Hektar.

## Natur
Pim Island ist felsig, nur etwa fünf Prozent seiner Fläche sind von Vegetation bedeckt. Das Gestein besteht aus einem Gemisch von präkambrischem Granit und Migmatit.
Die spärliche Pflanzendecke erlaubt nur eine dünne Besiedlung der Insel durch größere Tieren. Zu nennen sind vor allem der Polarhase und der Polarfuchs. Auch Eisbären sind hier anzutreffen. Aufgrund der Lage der Insel am nordwestlichen Ende des Nordwassers (englisch North Water Polynya) findet man im umliegenden Meer Säugetiere wie den Narwal, das Walross, die Ringelrobbe und die Bartrobbe. Wenngleich es auf Pim Island keine Vogelkolonien gibt, leben hier arktische Meeresvögel wie Gryllteisten, Eiderenten und Eismöwen, außerdem Alpenschneehühner.

## Geschichte
Pim Island ist den Ureinwohnern des arktischen Amerika seit Jahrtausenden bekannt. Der erste Europäer, der die Insel sah, war Edward Inglefield, der 1852 in den Smithsund einfuhr und unter anderem Kap Sabine benannte. Die Insel selbst ist heute nach Bedford Pim (1826–1886) benannt, einem britischen Marineoffizier, der 1853 an der Rettung Robert McClures und der Besatzung der HMS Investigator beteiligt war.

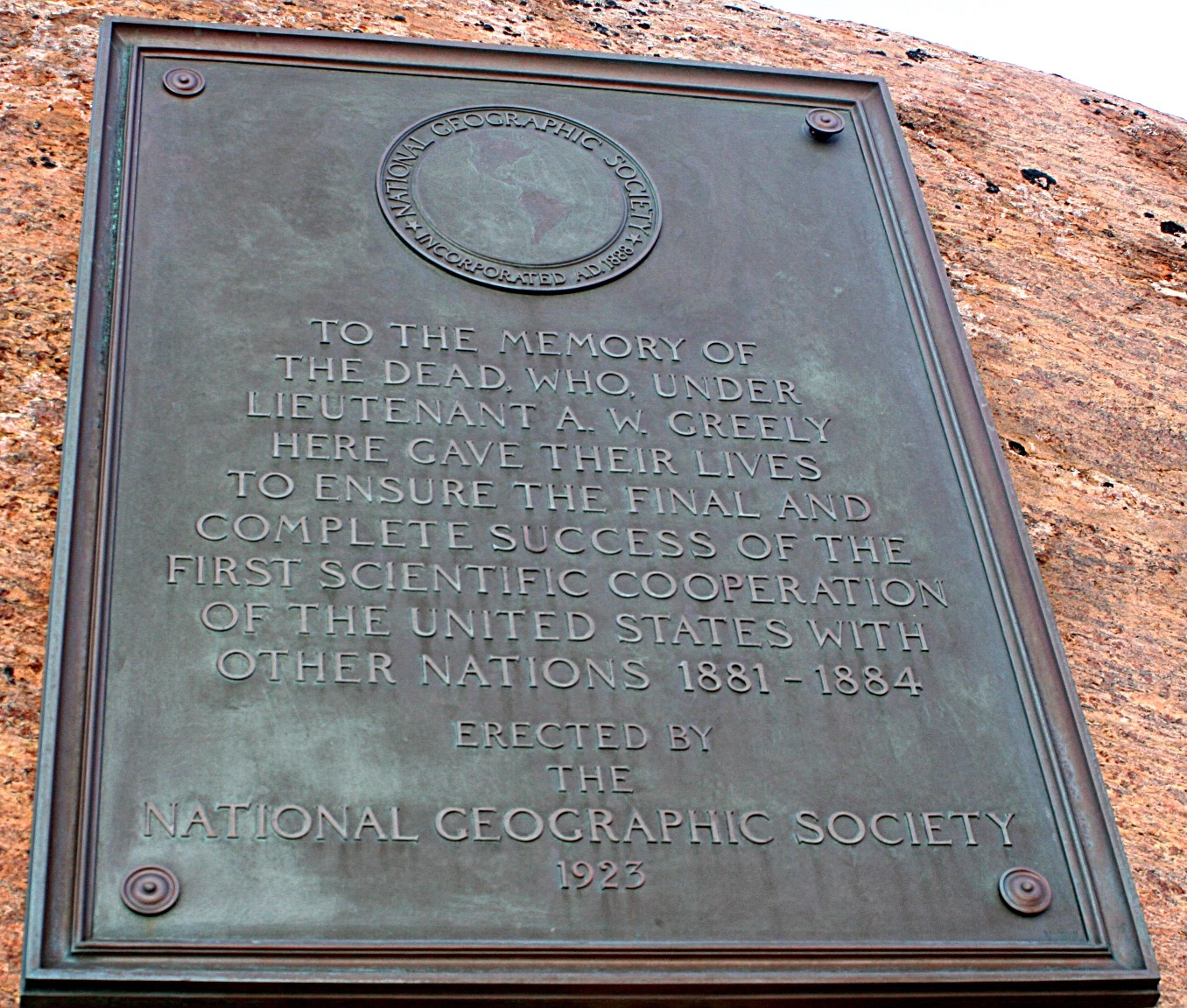
Gedenktafel für die Opfer der Greely-Expedition

1884 fand eine der größten Katastrophen in der Geschichte der Polarforschung auf Pim Island ihr tragisches Ende. Während des Ersten Internationalen Polarjahrs betrieben die Vereinigten Staaten mit Fort Conger im Norden der Ellesmere-Insel die nördlichste der zwölf internationalen Stationen in der Arktis. 25 Männer unter Leitung von Adolphus Greely waren hier von 1881 bis 1883 ihrer wissenschaftlichen Tätigkeit nachgegangen. Nachdem sie weder 1882 mit Lebensmitteln versorgt, noch, wie vereinbart, 1883 von einem Schiff abgeholt worden waren, machten sie sich auf den Weg nach Süden, um sich über den Smithsund nach Grönland in Sicherheit zu bringen. Unglücklicherweise hatte sich auch in diesem Jahr die Nordwasser-Polynja gebildet, so dass sie die Meeresstraße nicht überqueren konnten und auf Pim Island Quartier machen mussten. Das dort vorgefundene Lebensmitteldepot war völlig unzureichend, so dass die Männer im Winter 1883/84 schwer hungerten. Ihr Lager an der Nordküste der Insel ging deshalb unter dem Namen „Starvation Camp“ in die Geschichte ein, obwohl es offiziell Camp Clay hieß. Die am 22. Juni 1884 mit dem Schiff Bear of Oakland eintreffende Hilfsexpedition fand nur noch sieben der Männer lebend vor.
Pim Island wurde auch von späteren Arktisexpeditionen besucht. Von 1898 bis 1899 überwinterte in der Rice-Straße die Zweite Fram-Expedition unter Leitung des Norwegers Otto Sverdrup. Diese hatte eigentlich die Nordküste Grönlands umfahren und kartieren wollen, konnte aber wegen der schwierigen Eisverhältnisse nicht weiter nach Norden vordringen. Sie klärte im Frühjahr 1899 aber große Teile der Geographie der Ellesmere-Insel auf, bevor sie in den Jonessund überwechselte und auf ausgedehnten Hundeschlittenreisen bis 1902 die Sverdrup-Inseln entdeckte und kartierte. Von 1899 bis 1901 befand sich auch die Expedition des Deutschamerikaners Robert Stein auf Pim Island, blieb aber, verglichen mit der Fram-Expedition, eher ergebnislos.
1904 landete eine kanadische Expedition am Kap Sabine. Albert Peter Low (1861–1942) nahm die Insel formell für Kanada in Besitz.
In den ersten Jahren des 20. Jahrhunderts spielte Pim Island auch für die Expeditionen der vorgeblichen Polbezwinger Frederick Cook und Robert Peary eine wichtige Rolle. Beider Wege führten mehrfach über die Insel, auf der sie Lebensmitteldepots für den Notfall anlegten.
Im Mai 1924 brachten die Männer der MacMillan-Expedition von 1923/24 zwischen dem Cross-See und Cemetery Ridge eine Gedenktafel für die Opfer der Greely-Expedition an.
Im September 2006 wurde auf Pim Island eine automatische Wetterstation in Betrieb genommen.